# Distribució de Cauchy envoltada
En la teoria de la probabilitat i l'estadística direccional, una distribució de Cauchy envoltada és una distribució de probabilitat envoltada que resulta de l'"embolicament" de la distribució de Cauchy al voltant del cercle unitari. La distribució de Cauchy de vegades es coneix com a distribució Lorentziana, i la distribució de Cauchy embolicada de vegades es pot referir com a distribució de Lorentzian embolicat.

La distribució de Cauchy embolicada es troba sovint en el camp de l'espectroscòpia on s'utilitza per analitzar patrons de difracció (per exemple, vegeu interferòmetre de Fabry-Pérot).

## Descripció
La funció de densitat de probabilitat de la distribució de Cauchy envoltada és:
{\displaystyle f_{WC}(\theta ;\mu ,\gamma )=\sum _{n=-\infty }^{\infty }{\frac {\gamma }{\pi (\gamma ^{2}+(\theta -\mu +2\pi n)^{2})}}\qquad -\pi <\theta <\pi }
on {\displaystyle \gamma } és el factor d'escala i {\displaystyle \mu } és la posició màxima de la distribució "desembolicada". Expressant el pdf anterior en termes de la funció característica de la distribució de Cauchy s'obté:
{\displaystyle f_{WC}(\theta ;\mu ,\gamma )={\frac {1}{2\pi }}\sum _{n=-\infty }^{\infty }e^{in(\theta -\mu )-|n|\gamma }={\frac {1}{2\pi }}\,\,{\frac {\sinh \gamma }{\cosh \gamma -\cos(\theta -\mu )}}}
El PDF també es pot expressar en termes de la variable circular z = e i θ i el paràmetre complex ζ = e i (μ + i γ)
{\displaystyle f_{WC}(z;\zeta )={\frac {1}{2\pi }}\,\,{\frac {1-|\zeta |^{2}}{|z-\zeta |^{2}}}}
on, com es mostra a continuació, ζ = ⟨ z ⟩.
Pel que fa a la variable circular {\displaystyle z=e^{i\theta }} els moments circulars de la distribució de Cauchy embolicada són la funció característica de la distribució de Cauchy avaluada en arguments enters:
{\displaystyle \langle z^{n}\rangle =\int _{\Gamma }e^{in\theta }\,f_{WC}(\theta ;\mu ,\gamma )\,d\theta =e^{in\mu -|n|\gamma }.}
on {\displaystyle \Gamma \,} és un interval de longitud {\displaystyle 2\pi }. El primer moment és llavors el valor mitjà de z, també conegut com a resultant mitjana o vector resultant mitjà:
{\displaystyle \langle z\rangle =e^{i\mu -\gamma }}
L'angle mitjà és
{\displaystyle \langle \theta \rangle =\mathrm {Arg} \langle z\rangle =\mu }
i la longitud de la resultant mitjana és
{\displaystyle R=|\langle z\rangle |=e^{-\gamma }}
donant una variància circular de 1 − R.